# Landover (metropolitana di Washington)
Landover è una stazione della metropolitana di Washington, situata sulla linea arancione. Si trova a Landover, in Maryland (ma con un indirizzo di Hyattsville); in passato serviva il Capital Centre, oggi demolito.
È stata inaugurata il 20 novembre 1978, contestualmente all'apertura del tratto tra Stadium-Armory e New Carrollton.
La stazione è dotata di un parcheggio da 1866 posti, ed è servita da autobus dei sistemi Metrobus (anch'esso gestito dalla WMATA) e TheBus.